# McKenzie Lake, Rainy River District
McKenzie Lake är en sjö i Kanada.   Den ligger i Rainy River District och provinsen Ontario, i den sydöstra delen av landet, 1 200 km väster om huvudstaden Ottawa. McKenzie Lake ligger 414 meter över havet. Arean är 21,3 kvadratkilometer. Den sträcker sig 7,0 kilometer i nord-sydlig riktning, och 9,8 kilometer i öst-västlig riktning.
I omgivningarna runt McKenzie Lake växer i huvudsak blandskog. Trakten runt McKenzie Lake är nära nog obefolkad, med mindre än två invånare per kvadratkilometer.